# Hydrozetes thienemanni
Hydrozetes thienemanni är en kvalsterart som beskrevs av Karl Strenzke 1943. Hydrozetes thienemanni ingår i släktet Hydrozetes och familjen Hydrozetidae. Inga underarter finns listade i Catalogue of Life.